# Kamikaze, le dernier assaut
Pour les articles homonymes, voir Kamikaze (homonymie).
Pour plus de détails, voir Fiche technique et Distribution.
Kamikaze, le dernier assaut (永遠の0, Eien no zero, titre en anglais : The Eternal Zero) est un film de guerre japonais coécrit et réalisé par Takashi Yamazaki, sorti en 2013. Il est l'adaptation d'un roman de Naoki Hyakuta, auteur nationaliste, négationniste et controversé au Japon, publié en 2006.

## Synopsis
Après le décès de leur grand-mère, Kentarō et sa sœur Keiko découvrent que celui qu'ils ont considéré comme leur grand-père était seulement son second mari. Leur vrai grand-père, nommé Miyabe Kyuzo, est mort comme kamikaze pendant la Seconde Guerre mondiale. Les deux jeunes gens décident d'enquêter pour en savoir plus sur la vie de cet inconnu. Ils partent à la rencontre de ses compagnons survivants. Les premières rencontres sont décevantes. Ceux qui ont connu Kyuzo décrivent un personnage lâche, peu apprécié de ses camarades du Service aérien de la Marine impériale japonaise. Mais les deux jeunes gens ne vont pas tarder à recueillir de nouveaux témoignages, qui évoquent au contraire leur grand-père comme un homme profondément humain, doublé d'un pilote d'un immense talent. Ils finissent par découvrir que leur grand-père, pilote de chasse effectivement très doué, refusait le militarisme japonais ambiant et les ordres démentiels de sa hiérarchie. Très amoureux de son épouse, il avait décidé de tout faire pour survivre et la revoir, jusqu'à ce que l'armée le désigne comme kamikaze, à un moment où tous savent que la guerre est perdue pour le Japon. Avant le dernier assaut, leur grand-père Kyuzo s'arrange pour échanger son appareil, délibérément saboté pour devoir faire demi-tour, avec celui d'un de ses compagnons, lui laissant dans l'habitacle de quoi contacter son épouse. Fidèle à sa mémoire, ce camarade deviendra le second époux de leur grand-mère. Kyuzo va jusqu'au bout de la mission et tente de jeter son avion sur un porte-avion américain.

## Fiche technique
Sauf indication contraire, les informations mentionnées dans cette section peuvent être confirmées par la base de données cinématographiques IMDb,  présente dans la section « Liens externes ».
- Titre original : 永遠の0 (Eien no zero?)
- Titre français : Kamikaze, le dernier assaut
- Titre anglophone international : The Eternal Zero
- Réalisation : Takashi Yamazaki
- Scénario : Takashi Yamazaki et Tamio Hayashi (ja), d'après le roman Eien no zero de Naoki Hyakuta
- Décors : Anri Jōjō (ja)
- Photographie : Kōzō Shibasaki (ja)
- Montage : Ryūji Miyajima (ja)
- Son : Ken'ichi Fujimoto (ja)
- Musique : Naoki Satō
- Éclairages : Nariyuki Ueda
- Production : Shuji Abe, Chikahiro Ando, Hitoshi Endō, Ryūhei Tsutsui et Taichi Ueda
- Sociétés de production : Tōhō, Amuse Soft Entertainment, Dentsu, Shirogumi, Abe Shuji, J Storm, Ohta Publishing, Kōdansha, Futabasha, Asahi Shimbun, Nikkei, KDDI Corporation, Tokyo FM Broadcasting Co., Nippon Shuppan Hanbai, Gyao, Chunichi Shimbun, Nishinippon Shimbun et Robot Communications
- Sociétés de distribution : Tōhō (Japon), Condor Entertainment (France)
- Pays d'origine : Japon
- Langue originale : japonais
- Format : couleur - 2,35:1 - son Dolby numérique
- Genre : guerre
- Durée : 144 minutes[1]
- Dates de sortie :
  -  Japon : 21 décembre 2013[1]
  -  France : 24 août 2015 (DVD et Blu-ray[2])

## Distribution
- Jun'ichi Okada : Kyuzo Miyabe
- Haruma Miura : Kentarō Saeki
- Mao Inoue : Matsuno
- Isao Natsuyagi : Ken'ichiro Oishi
- Jun Fubuki : Kiyoko Saeki
- Min Tanaka : Kageura
- Shōta Sometani : Ken'ichiro Oishi, jeune

## Distinctions
Sauf indication contraire, les informations mentionnées dans cette section peuvent être confirmées par la base de données cinématographiques IMDb,  présente dans la section « Liens externes ».

### Récompenses
- Nikkan Sports Film Award 2014 : meilleur film
- prix du meilleur film et du meilleur réalisateur pour Takashi Yamazaki, du meilleur acteur pour Jun'ichi Okada, de la meilleure photographie pour Kōzō Shibasaki (ja), des meilleurs décors pour Anri Jōjō (ja), du meilleur son pour Ken'ichi Fujimoto (ja), du meilleur montage pour Ryūji Miyajima (ja) et des meilleurs éclairages pour Nariyuki Ueda aux Japan Academy Prize 2015[3]
- Prix Mainichi 2015 du meilleur son pour Ken'ichi Fujimoto (ja)[4]

### Sélections
- prix du meilleur scénario pour Takashi Yamazaki et Tamio Hayashi (ja), prix du meilleur acteur dans un second rôle pour Haruma Miura et prix de la meilleure musique de film pour Naoki Satō aux Japan Academy Prize 2015[3]

## Box-office
| Pays ou région | Box-office      | Date d'arrêt du box-office | Nombre de semaines |
| -------------- | --------------- | -------------------------- | ------------------ |
| Japon          | 5 000 000 000 ¥ | 19 janvier 2014            | 5                  |

En cinq semaines d'exploitation, Eien no zero franchit la barrière du « megahit », fixé au Japon à 5 milliards de yens (49 millions de dollars).

## Autour du film
Le film est adapté du roman Eien no zero de Naoki Hyakuta, sorti en 2006. L'histoire a également été adaptée en une série manga en cinq volumes dessinée par Sōichi Sumoto (ja), publiée au Japon entre 2010 et 2012 et en France sous le titre Zero pour l'éternité, ainsi qu'en drama sorti en 2015 sur TV Tokyo sortie en France sous titre Kamikaze.
Le film a été critiqué par le célèbre directeur du Studio Ghibli, Hayao Miyazaki, selon qui cette « histoire de pilote de guerre kamikaze basée sur un récit de guerre fictif » ne pouvait être qu'un « tissu de mensonges », ce qui a conduit Hyakuta à hasarder que Miyazaki « n'était pas bien dans sa tête ». Selon The Japan Times, « le livre ne glorifie pas la guerre », la structure du récit basé sur des témoignages « donnant à entendre toutes les opinions, du pacifisme au bellicisme »[réf. nécessaire].